# Chrysococcyx
A Chrysococcyx a madarak osztályának kakukkalakúak (Cuculiformes) rendjébe, valamint a kakukkfélék (Cuculidae) családjába tartozó nem.

## Rendszerezés
A nemet Friedrich Boie német entomológus, herpetológus és ornitológus írta le 1826-ban, az alábbi fajok tartoznak ide:
- ázsiai rézkakukk (Chrysococcyx maculatus)
- ibolyaszínű rézkakukk (Chrysococcyx xanthorhynchus)
- vörösszemű rézkakukk (Chrysococcyx caprius)
- Klaas-rézkakukk (Chrysococcyx klaas)
- sárgatorkú rézkakukk (Chrysococcyx flavigularis)
- aranykakukk (Chrysococcyx cupreus)
- Horsfield-rézkakukk (Chrysococcyx basalis)
- feketefülű rézkakukk (Chrysococcyx osculans)
- vöröstorkú rézkakukk (Chrysococcyx ruficollis)
- fénylő rézkakukk (Chrysococcyx lucidus)
- fehérfülű rézkakukk (Chrysococcyx meyeri)
- kis rézkakukk (Chrysococcyx minutillus)
- Chrysococcyx crassirostris[2] vagy Cuculus crassirostris[1]
- hosszúcsőrű kakukk (Chrysococcyx megarhynchus[1] vagy Rhamphomantis megarhynchus)[2]